# Friedrich Lasius

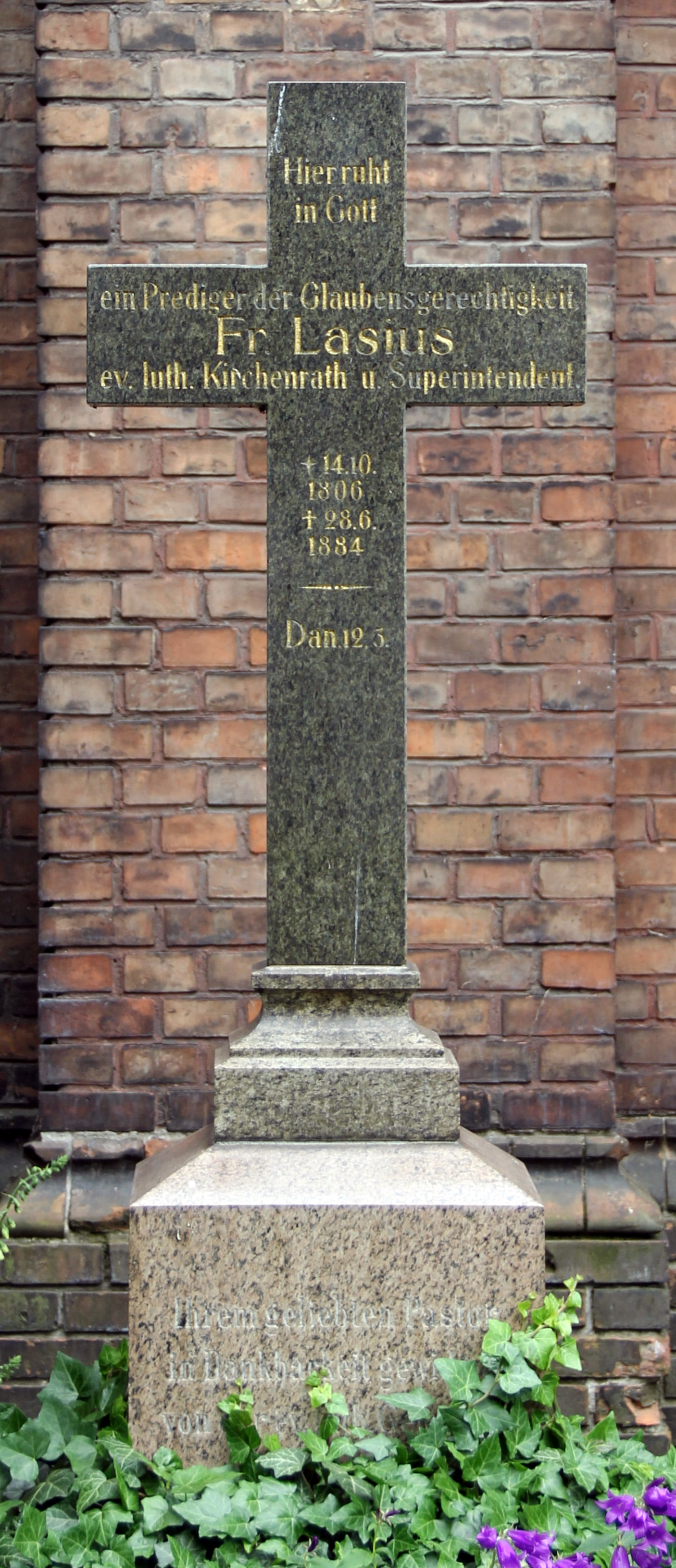
Grabmal Friedrich Lasius

Franz Heinrich Friedrich Ludwig Lasius (* 14. Oktober 1806 in Heisede; † 28. Juni 1884 in Berlin) war ein altlutherischer Pastor und Superintendent in Berlin.

## Leben
Nach dem Besuch des Gymnasiums Andreanum in Hildesheim studierte Lasius von Ostern 1825 an in Halle Theologie bei August Tholuck (1799–1877), der im November 1825 als „erweckter Pietist“ gegen das Votum der Theologischen Fakultät zum ordentlichen Professor ernannt worden war. Dort lernte er den späteren Missionar Georg Müller kennen, der sein Freund wurde. 1829 war Lasius Hilfsprediger in Prittisch, Provinz Posen, wo er leidenschaftlich im Sinne der lutherischen Erweckungsbewegung predigte, was ihm das Verbot von Bibel- und Betstunden seitens der rationalistischen Kirchenbehörde einbrachte, woran er sich aber nicht hielt. Daraufhin wurde er noch als unierter Pfarrer inhaftiert und lernte im Gefängnis in Posen Johann Georg Wermelskirch (1803–1872) kennen, der ihn für die lutherische Kirche gewann, in die Lasius 1834 eintrat.
Nach seiner Entlassung aus der Haft flüchtete er nach Pommern und berichtete im Oktober 1835 auf einer Konferenz auf dem Gut Trieglaff, das Adolf von Thadden zu einem Zentrum der pommerschen Erweckungsbewegung gemacht hatte, über die Grundsätze der lutherischen Bekenntnisopposition und das Schicksal der verfolgten Pastoren.
Er wurde 1838 als Pastor an die Evangelisch-Lutherische Kirche Berlin berufen. Bis zu diesem Zeitpunkt war die Gemeinde auf etwa 200 Mitglieder angewachsen. Lasius wurde mehrfach wegen „unrechtmäßiger Verrichtung von Amtshandlungen“ verhaftet. Er konnte nur nachts in Privaträumen und vor einer begrenzten Zahl von Mitgliedern predigen, bis sich die Lage für die Lutheraner mit der Thronbesteigung Friedrich Wilhelm IV. im Jahr 1840 langsam entspannte. 1841 wurden im Zuge der geänderten Religionspolitik des neuen Königs alle polizeilichen Maßnahmen gegen die Altlutheraner eingestellt.
Zur Berliner Gemeinde gehörten 1847 auch die sogenannten „Zweigverbände“ in Potsdam, Angermünde, Brüssow, Wusterhausen an der Dosse (alle Regierungsbezirk Potsdam) und Kiehnwerder und Altrüdnitz (Regierungsbezirk Frankfurt). Diese Zweigverbände gehörten zum seelsorgerischen Bezirk von Pfarrer Lasius und seinem Kollegen Carl Julius Schneider in Berlin. In seine Amtszeit fällt der Bau einer eigenen Kirche in der Annenstraße 52–53 (Annenkirche), die 1857 eingeweiht wurde. Vorher hatte man die Garnisonkirche mitbenutzt.
Bei seinen Sonntagspredigten sollen sich regelmäßig über 1.000 Menschen versammelt haben. Lasius war ein äußerst strenger Pastor und übte harte Kirchenzucht. Sittliche Verfehlungen, Verstöße gegen die Gemeindeordnung und Lehrabweichungen zogen Kirchenzuchtverfahren nach sich. Dadurch gab es sehr viele Ausschlüsse und Lossagungen von der Gemeinde. Lasius war seit 1845 Superintendent und Kirchenrat. Als solcher war er Mitglied im Oberkirchencollegium zu Breslau (OKC) der Evangelisch-Lutherischen Kirche in Preußen, dem obersten Leitungsgremium der Kirche. 1864 übernahm er zusätzlich interimistisch die Verwaltung der Pfarrstelle in Wernigerode.
Als Lasius 1884 starb, war er 46 Jahre Prediger an der Evangelisch-Lutherischen Kirche Berlin gewesen. Sein Grabkreuz befindet sich heute als Denkmal links neben dem Portal der Kirche in der Annenstraße. Es handelt sich allerdings nicht um die Grabstelle. 
Lasius heiratete am 7. Juni 1844 in Berlin Laura von Puttkamer (* 8. Juli 1821 in Reddies). Das Paar hatte wenigsten einen Sohn und eine Tochter.